# Eleonore von Schwarzenberg

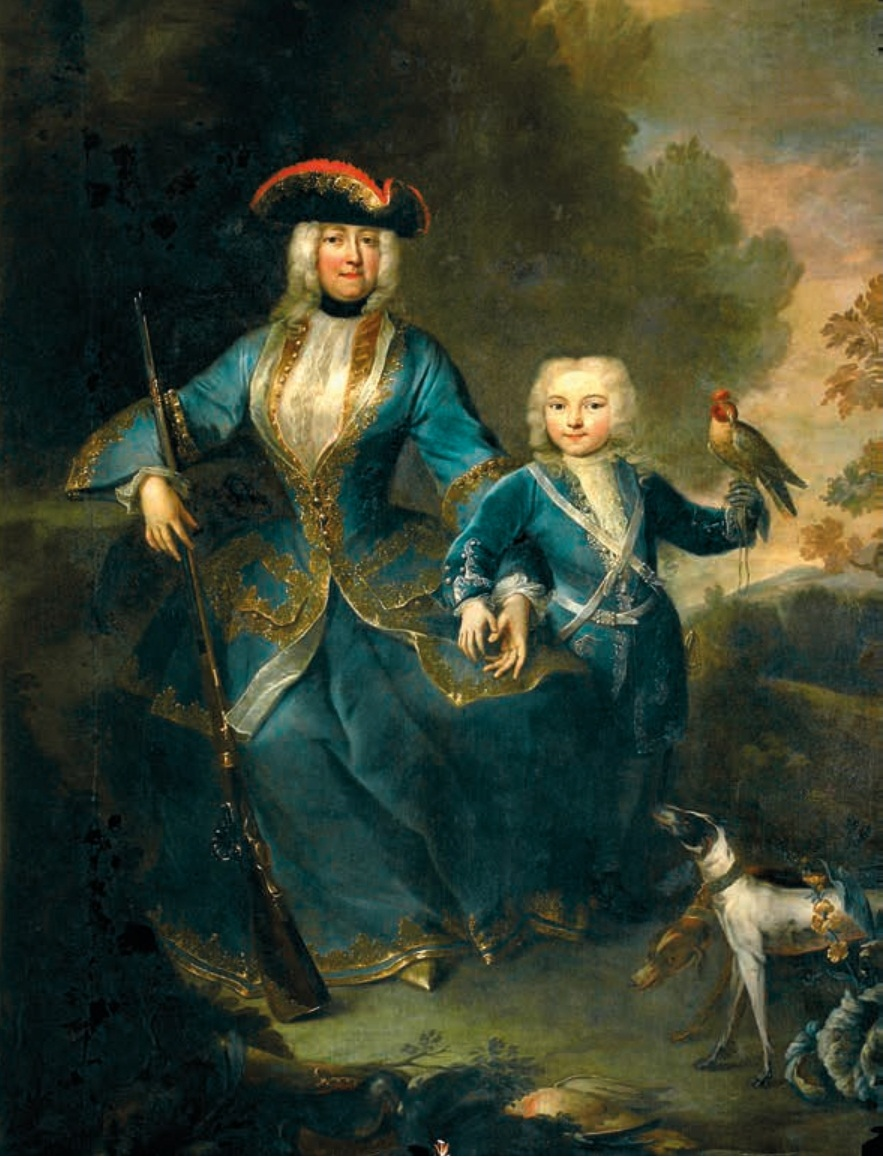
Eleonore von Schwarzenberg med sin son Joseph (1727).

Furstinnan Amalia Elisabeth Eleonore Magdalena av Lobkowicz född 20 juni 1682 i Mělník slott nära Prag, död 5 maj 1741 i Palais Schwarzenberg i Wien, var en österrikisk adelsdam; medlem av Huset Lobkowicz och genom äktenskap furstinna av Schwarzenberg.

## Biografi
Eleonora var dotter till prins Ferdinand August von Lobkowicz (1655-1715), hertig av Sagan, och hans andra fru, grevinnan Maria Anna Wilhelmine av Baden-Baden (1655-1701). Gift den 6 december 1701 i Wien med hovmarskalken vid det österrikiska hovet, furst Adam Franz Karl Eusebius von Schwarzenberg (1680-1732). Paret fick två barn; Maria Anna (1706-1755) och Joseph I. Adam Johann Nepomuk Franz de Paula Joachim Jude Thaddeus Abraham (1722-1782). Eleonora beskrivs som bildad och paret upprätthöll ett överdådigt sällskapsliv med många påkostade fester och deltog vid kulturlivet vid hovet. Hennes make avled efter att ha träffats av ett vådaskott av kejsaren under en rådjursjakt, och kejsaren lät då uppfostra hennes son vid hovet och utbetalade en stor pension till Eleonora. 
Eleonore von Schwarzenberg var föremål för en dokumentär, Die Vampirprinzessin (2007), där hon undersöktes för att finna bevis på en gammal legend om att hon skulle ha varit vampyr. Hon kan enligt Klaus Steindl ha utgjort inspirationskällan för Bram Stokers Dracula. Under slutet av sitt liv led Eleonore av en långvarig, mystisk sjukdom som dåtidens läkare inte kunde identifiera, och som hon försökte bota genom att lägga ut pengar på allehanda alternativa botemedel, inklusive så kallade trollformler och liknande, för att förlånga sin livslängd. Myndigheterna fruktade att denna oidentifierade sjukdom skulle spridas, och hon flyttades på hovläkarens rekommendationer till Wien. Efter hennes död gavs order om en obduktionsrapport, vilket var ovanligt under denna tid. En anledning till obduktionen tros vara att man då fick en ursäkt att penetrera hjärtat "för säkerhets skull", om hon nu var vampyr. Hon bedömdes i den ha avlidit av en metastaserande cystisk äggstockscancer eller tjocktarmscancer. Hon begravdes därefter i en särskilt förseglad grav.